# Груне Харт
Груне Харт (холандски: Groene Hart) је релативно слабо насељена област Холандије која покрива већи део средњег дела мегалополиса Рандстад. Главни холандски градови Ротердам, Хаг, Лајден, Харлем, Амстердам и Утрехт окружују ову област. Градови унутар Груне Харта укључују Зутермер, Алфен ан ден Ријн, Гоуда, Верден и мање градове Шхонховен, Аудватер, Хастрехт, Нјукоп, Монтфорт, Вадинксвен, Бодегравен и Боскоп. Груне Харт карактерише сеоски карактер који је у супротности са урбаним подручјима око њега. Пољопривреда, природа и рекреација су примарне активности у Груне Харту. Становници и градски посетиоци често могу пронаћи одмор и многе зелене површине. Млинови, насипи и холандске краве су главне знаменитости ове равничарске области. Захваљујући различитим одвојеним бициклистичким стазама у Груне Харту, ово подручје се врло добро може истражити бициклом. Груне Харт је од велике важности за консолидацију броја холандских ливадских птица. У овој области се могу наћи врсте птица црнорепа богвица, видак и евроазијска буковача.

## Историја
Од златног доба Холандије постојао је прстен градова који окружује зелену и отворену централну област. Ово подручје је средином двадесетог века добило надимак Груне Харт. Груне Харт се развио на територији између великих градова у западној Холандији као подручје влажних ливада и мочвара. Ове мочваре нису биле погодне за изградњу, већ су коришћене за пољопривреду и производњу тресета.

## Географија
Груне Харт је област богата водом, са воденим телима као што су Лангерарсе Пласен, Нјувкопсе Пласен, Рејвејксе Пласен, Кагерпласен и Брасемермер. Поред тога, кроз ову област протичу реке као што су Ејсел, Рајна, Лек, Влист, Лоет, Роте и Меје. Кроз ову област пролази једна од европских пешачких стаза. У Холандији је ово познато као Флорис В-пад, део холандског ЛАВ 1-3 пута. Такође, Лимес (бивша северна граница Римског царства у Холандији) је једна од историјских тема укључених у Груне Харт.

## Владина политика
Владина политика је усвојена 2003. за очување Груне Харта. Омогућава већим градовима на ивици Груне Харта да граде ограничене количине станова. Влада такође ограничава успостављање стакленика и других типова комерцијалних објеката унутар подручја. Предстојећи план за развој Груне Харта укључује четири области:
- Са спољне стране Груне Харта налази се Рандстадски прстен градова. Ово је урбано подручје које готово у потпуности окружује Груне Харт. Између ових урбаних подручја леже зелена окружења која се повезују са другим зеленим деловима Холандије.
- Повезан са Рандстад прстеном је проширено подручје са пуно воде и шума. Ово се користи за рекреацију и као тампон против урбаног ширења.
- Биће четири основна подручја за природу и спортове на води. Биће проширене површине мочвара, мочвара и других врста влажних шума. Ове четири области (Де Венен, Кримпенервард, Вехтпласен и Холандсе Пласен) ће бити повезане једна са другом травнатим бермама.
- Између централних и спољашњих подручја биће пашњаци за природу, рекреацију и пољопривреду.